# سطوح هستی
در کیهان‌شناسی باطنی، هر سطح هستی به‌عنوان یک وضعیت، مرتبه یا قلمروی نامحسوس از واقعیت در نظر گرفته می‌شود که هر سطح با نوعی خاص از وجود یا هستی مرتبط است.
این مفهوم در آموزه‌های دینی و باطنی یافت می‌شود که بر این باورند که مجموعه‌ای از سطوح یا جهان‌های لطیف و نامرئی وجود دارند. این سطوح از یک مرکز سرچشمه گرفته و به‌طور درهم‌تنیده در یکدیگر نفوذ می‌کنند. آن‌ها نه‌تنها سیاره فیزیکی که در آن زندگی می‌کنیم، بلکه سامانه‌های خورشیدی و تمامی ساختارهای فیزیکی کیهان را نیز در بر می‌گیرند. این درهم‌تنیدگی سطوح در نهایت به خود جهان منتهی می‌شود که به‌عنوان یک ساختار فیزیکی پویا و در حال تکامل، از مراحل تدریجاً متراکم‌تر عبور کرده و به‌تدریج مادی‌تر و محسوس‌تر شده است.
طبق آموزه‌های باطنی، این تجلی از هستی مطلق و متعالی سرچشمه گرفته است. در آغاز پیدایش جهان، این هستی برتر از قلمروی فراتر از درک بشر، نیروی پویای آفرینش را به‌صورت ارتعاش صوتی ("کلمه") در ژرفای فضا گسیل داشت. برخی تعالیم دیگر نیز بیان می‌کنند که این نیروی پویای آفریننده در طول زمان همواره در حال انتشار است و تمام آنچه را که جهان را تشکیل می‌دهد و در آن ساکن است، شکل می‌دهد.
در کیهان‌شناسی باطنی، سطح هستی به‌عنوان یک وضعیت، مرتبه یا قلمروی لطیف از واقعیت در نظر گرفته می‌شود که هر سطح با نوع یا دسته‌ای خاص از وجود مرتبط است. بیشتر تعالیم باطنی بر این باورند که هفت سطح هستی وجود دارد، هرچند مکاتب مختلف متافیزیکی و علوم غریبه نام‌های متفاوتی برای این سطوح به کار می‌برند. در باور منابع غربی، این هفت سطح هستی به‌طور کلی بر اساس آموزه‌های ادگار کیسی شکل گرفته‌اند.
پیش از جنگ جهانی دوم، معنویت‌گرایان جنبش عصر نو معمولاً از اصطلاح «سطوح هستی»  برای توصیف قلمروهای مختلف معنوی استفاده می‌کردند. اما در دهه ۱۹۵۰، این اصطلاح به‌تدریج با واژه «ابعاد» جایگزین شد.

## هفت سطح هستی در فرهنگ غربی
۱. سطح فیزیکی: سطح فیزیکی یا جهان مادی به واقعیتی اشاره دارد که در آن فضا، زمان، انرژی و ماده به‌شکل ملموس و قابل مشاهده وجود دارند.
۲. سطح اختری: سطح اختری، جهان اختری یا قلمروی اختری، جایی است که آگاهی پس از مرگ فیزیکی در آن قرار می‌گیرد. طبق فلسفه‌های باطنی، همه انسان‌ها دارای یک بدن اختری هستند که می‌تواند در این سطح وجود داشته باشد.
۳. سطح ذهنی: سطح ذهنی یا جهان تفکر به سطحی کلان‌مقیاس یا جهانی اشاره دارد که صرفاً از اندیشه‌ها و جوهر ذهنی تشکیل شده است.
۴. سطح بودایی: سطح بودایی به‌عنوان قلمروی آگاهی خالص توصیف می‌شود. بر اساس آموزه‌های حکمت الاهی، این سطح برای رشد آگاهی بودایی ایجاد شده است، که در آن فرد خودخواهی را کنار می‌گذارد و مشکلات مربوط به نفس و خود را حل می‌کند.
۵. سطح روحانی: در سطح روحانی، موجوداتی با آگاهی و تکامل بالاتر از انسان‌های معمولی زندگی می‌کنند. طبق آموزه‌های متافیزیکی، هدف این سطح، کسب دانش و تجربیات معنوی است.
۶. سطح الهی:  بر اساس برخی تعالیم باطنی، تمامی ارواح در ابتدا در سطح الهی خلق می‌شوند و سپس به سطوح پایین‌تر فرود می‌آیند، اما در نهایت مسیر خود را برای بازگشت به سطح الهی طی خواهند کرد. در این سطح، روح‌ها می‌توانند آگاهی خود را برای ارتباط مستقیم با قلمرو الهی، که به‌عنوان «هستی مطلق» شناخته می‌شود، باز کنند و دانش مربوط به حقیقت هستی را دریافت کنند.
۷. سطح لوگوسی: سطح لوگوسی بالاترین سطح هستی است و به‌عنوان سطح وحدت مطلق توصیف شده است. جاشوا دیوید استون این سطح را به‌عنوان وحدت کامل با خدا توصیف کرده است.
۸. سطح مونادی (هشتمین سطح):‌ علاوه بر هفت سطح مذکور، سطح مونادی نیز مطرح شده است که در آن موناد (که به آن روح کل یا فراروح نیز گفته می‌شود) وجود دارد. گفته می‌شود که این سطح یک سطح برتر، یک پیوستار یا جهانی است که سطوح پایین‌تر را در بر می‌گیرد و در آن نفوذ دارد.